# Steiner Kristóf
Steiner Kristóf (1982. február 19. –) magyar újságíró, szinkrondramaturg, színész, a magyar VIVA TV zenecsatorna és számos más televízióadó műsorvezetőjeként és szerkesztőjeként vált ismertté. Rendszeresen publikál a Cosmopolitan, Fashion Street, HBO Star, PEP!, Nők Lapja, Évszakok, Psziché és Marie Claire magazinokban, filmkritikái az Exit magazinban olvashatók. 2008 tavasza óta a PEP! magazin felelős szerkesztője, N. Forgács Gábor Álom.net című filmjében társíróként működött közre. Első könyve, a Gumimatrac a Gangeszen a Jaffa kiadó gondozásában jelent meg. 2011. február óta a MusicPlus televízió főszerkesztője, és ez év októberében jelent meg Lélekbonbon című második könyve. Legfrissebb kötete, a Kristóf konyhája 108 vegán receptet tartalmaz.

## Pályája
Buddhista, hippi családban nőtt fel; szüleitől ered a színház szeretete és a buddhizmus alapgondolata: „Ne árts!”. Gyerekként számos vers- és prózamondó verseny díjazottja volt, így az általános iskola után a Vörösmarty Mihály Gimnázium drámatagozatán tanult. Középiskolai éveiben kapta első filmszerepeit: játszott Molnár György a Filmszemlén is díjazott Egyszer élünk című alkotásában, Sass Tamás Rosszfiúk című filmjében, a Walt Disney Dinotopia című tévésorozatában, és néhány mondatos szerepe volt Szabó István A napfény íze című filmjében is. Apai nagyanyja a holokauszt elől szökött Lengyelországból Magyarországra.
A drámatagozat befejezése után felvételizett a Színművészeti Egyetemre, ahonnan azonban a második rosta után kiszórta Ács János rendező, mondván: „Túl sok”. Kristóf két évadon át játszott a tatabányai Jászai Mari Színház Képzelt riport egy amerikai popfesztiválról című musicalében, mint Manuel, és egy évadon át a budapesti Játékszín a Manderley Ház asszonya című darabjában alakította Robertet Keres Emil és Básti Juli oldalán. Ezekben az években kapta első komolyabb szinkronszerepeit is, és máig legismertebb filmszerepét is ekkor kapta meg: Árpa Attila Argo című filmjének egyik főhőse volt.
2002-ben jelentkezett a Viva Tv Benne leszek a tévében című műsorvezető-válogatására, ahová 1 200 jelentkező közül a közönség választottjaként került be. A csatornánál egyéb műsorok mellett egy önálló élő talkshow-t vezetett, egy mozis magazinműsort, melynek gyakran nemzetközi hírű művészek voltak a vendégei, és egy Képben című kulturális programot, amely kiállításokon és színházi próbákon mutatta be Magyarország fiatal művészeit. Karrierje fellendülésével együtt egyre közismertebb lett: erősen szőkített hajával, nonkonformista öltözködésével és megosztó nyilatkozataival hívta fel magára a közönség figyelmét. 2004-ben a hazai közszereplőket tekintve elsők között vállalta fel homoszexualitását a Blikk címlapján. Hét évig élt kapcsolatban Frenkó Zsolt színházi rendezővel, 2006 óta él párkapcsolatban Matan Attias, izraeli orvossal, aki korábban modellként dolgozott; 2011. szeptember 21-én házasodtak össze. Esküvőjüket a Viasat 3 televízió kamerái is megörökítették. Ez volt a magyar televíziózás történetének első azonos nemű esküvője.
2007-ben elárulta, hogy évek óta küzd depresszióval és komoly étkezési zavarokkal, majd édesanyja hirtelen halála után úgy döntött: Indiába utazik egy zarándokútra. Hazatérve úgy döntött: felmond a zenetévénél, szerkesztőként kezdett dolgozni, és egyre gyakrabban publikált magazinokban. Kristóf a színészet és a tévés munka mellett gyakran fordít könyveket, és szinkrondramaturgként is dolgozott: ő fordította például a „Pokémon 4. – A Mozifilm” című alkotást, és egyéb más filmeket. 2007-ben jelent meg első könyvfordítása, Paris Hilton „Egy örökösnő vallomásai” című könyve, később lefordította Avril Lavigne 5 kívánság, és Lynne Spears – Britney édesanyja – a Viharon át című könyvét is. 2008-ban cameo szerepet játszott az Álom.net című tinifilmben Krisztiánként, egy véres tollú újságíróként. Még ebben az évben Izraelbe költözött jegyesével, és megírta első novelláskötetét Gumimatrac a Gangeszen címmel, melyet a kritikusok és a közönség is nagyra értékelt. A Revizor kritikai portál szerint "...akkor is széles olvasótáborra számíthatna, ha fiktív történetként egy „igazi író” és nem egy „celeb” jegyezné. Így azonban méltó lehet arra, hogy Boy George Spencer Brighttal (Take It Like a Man, 1995) vagy Antony Kiedis Larry Slomannel (Scar Tissue, 2004) „közösen” írott, egy-egy populáris kulturális korszakot is felvázoló sztáréletrajza mellé kerüljön." 2010 és 2011 között londoni Golsdmith Egyetem kurzusának hallgatója volt kreatív írás szakon, a szemeszter elvégeztével pedig angol nyelven is publikálni kezdett: írásai a New York-i The Wild magazinban és a nemzetközi Time Out magazin izraeli számában jelennek meg, melyben Steiner a Gay&Lesbian rovat vezetője.
Kristóf hobbiszakácsként londoni kávézóknak süt tortákat, vegán receptjeit saját receptblogján publikálja. 2011 februárjában a MusicPlus televízió sajtótájékoztatón jelentette be, hogy a csatorna főszerkesztői posztjára Steiner Kristófot választották ki, aki igent mondott a feladatra. Ebben az évben jelent meg második kötete, a Lélekbonbon is. 2012-ben a Cosmopolitan magazin olvasói olyan írók közül választották meg kedvenc magyar bestseller szerzőjüknek online szavazáson, mint Fejős Éva vagy Frei Tamás. Első vegán szakácskönyve Kristóf Konyhája címen óriási siker lett – főzőkurzusokat és kulináris túrákat tart Budapesten és Tel Avivban egyaránt.
Kristóf 2008 óta vegán életmódot folytat, mentorként segíti a Kabbala Központ Magyarország működését, és állandó támogatója a Kids Creating Peace muszlim-zsidó-keresztény békeprogramnak.
2016 elején elvált Matan Attiastól.

## Szerepei

### Filmszerepei
- A napfény íze (1999)
- Rosszfiúk (2000)
- Egyszer élünk (2000)
- Dinotopia (10–11. epizód)
- Argo (2004) – Orpheus
- Casting minden (2008) – Chroreographer
- Álom.net (2009) – Schneider Krisztián

### Szinkronszerepei
- A fiúk a klubból – James ’Hunter’ Montgomery (Harris Allan)
- Tuti gimi – Marvin ’Mouth’ McFadden (Lee Norris)[5]
- Skins – Maxxie Oliver (Mitch Hewer)
- InuYasha – Sippó (sorozat – Vatanabe Kumiko)[6]
  - InuYasha, a film – Az időt felülmúló szerelem – Sippó (film – Vatanabe Kumiko)
  - InuYasha, a film 2. – Kastély a tükör mögött – Sippó (film – Vatanabe Kumiko)
  - InuYasha, a film 3. – A világhódítás kardjai – Sippó (film – Vatanabe Kumiko)
  - InuYasha, a film 4. – A vörösen lángoló Haurai sziget – Sippó (film – Vatanabe Kumiko)
- Full Metal Panic! – Kazama Sindzsi (Noto Mamiko)
- Full Metal Panic? Fumoffu – Kazama Sindzsi (Noto Mamiko)
- Metropolisz – Rock (Okada Kóki)
- A dögös és a dög – Randy (Scott Prendergast)
- Döglött akták : Élve eltemetve – Steve Jablonski (Taylor Handley)
- Döglött akták : Mindhalálig tánc – Maurice Hall (Nathan Halliday)

### Tévéműsorok
- Premier Pláne (ViVA TV)– műsorvezető, szerkesztő
- Interaktív (ViVA TV) – műsorvezető
- Randizóna (ViVA TV)
- TeNyered (ViVA TV) – műsorvezető
- CKM címlaplány (ViVA TV) – műsorvezető
- Felelsz vagy mersz? (ViVA TV) – szerkesztő
- A rettegés foka (RTL Klub) – résztvevő
- Celeb vagyok, ments ki innen!(RTL Klub) – résztvevő
- Vacsoracsata (RTL Klub) – résztvevő
- Hal a tortán – Teljes gőzzel TV2– résztvevő
- Ezek megőrültek! – TV2 Elvan a celeb, ha játszik![7] – résztvevő
- Négy Esküvő (Viasat3) – résztvevő
- Nicsak, ki vagyok? (TV2) – résztvevő (maszk: róka)

## Kötetei
- Gumimatrac a Gangeszen; Jaffa, Bp., 2009
- Lélekbonbon; Ulpius-ház, Bp., 2011
- Hajónaplók; Ulpius-ház, Bp., 2012
- Kristóf konyhája. Mesés menük (nem csak) vegánoknak; Kulcslyuk, Bp., 2015
- Kristóf lakomái. Vegán kalandozás a világ körül; Kulcslyuk, Bp., 2017
- Kristóf titkos receptjei. Fenséges fogások növényi alapon; Kulcslyuk, Bp., 2018
- Steiner Kristóf–Nimrod Dagan: Határtalan házikonyha; Kulcslyuk, Bp., 2020